# Brentford Football Club 2019-2020
Questa voce raccoglie le informazioni riguardanti il Brentford Football Club nelle competizioni ufficiali della stagione 2019-2020.

## Maglie e sponsor
| Casa | Trasferta | Terza divisa |

Sponsor ufficiale: EcoWorld
Fornitore tecnico: Umbro

## Organico

### Rosa
Rosa aggiornata al 2 febbraio 2020.
| N. |                        | Ruolo | Calciatore         |
| -- | ---------------------- | ----- | ------------------ |
| 1  | Spagna (bandiera)      | P     | David Raya         |
| 2  | Inghilterra (bandiera) | D     | Dominic Thompson   |
| 3  | Inghilterra (bandiera) | D     | Rico Henry         |
| 4  | Inghilterra (bandiera) | C     | Dru Yearwood       |
| 5  | Inghilterra (bandiera) | D     | Ethan Pinnock      |
| 6  | Danimarca (bandiera)   | C     | Christian Nørgaard |
| 7  | Spagna (bandiera)      | C     | Sergi Canós        |
| 8  | Danimarca (bandiera)   | A     | Mathias Jensen     |
| 9  | Grecia (bandiera)      | A     | Nikos Karelīs      |
| 10 | Algeria (bandiera)     | C     | Saïd Benrahma      |
| 11 | Inghilterra (bandiera) | A     | Ollie Watkins      |
| 12 | Sudafrica (bandiera)   | C     | Kamohelo Mokotjo   |
| 13 | Islanda (bandiera)     | P     | Patrik Gunnarsson  |
| 14 | Inghilterra (bandiera) | C     | Josh Dasilva       |
| 15 | Finlandia (bandiera)   | A     | Marcus Forss       |
| 16 | Ecuador (bandiera)     | A     | Joel Valencia      |

| N. |                        | Ruolo | Calciatore         |
| -- | ---------------------- | ----- | ------------------ |
| 17 | Danimarca (bandiera)   | C     | Emiliano Marcondes |
| 18 | Svezia (bandiera)      | D     | Pontus Jansson     |
| 19 | Francia (bandiera)     | C     | Bryan Mbeumo       |
| 20 | Inghilterra (bandiera) | D     | Josh Clarke        |
| 21 | Turchia (bandiera)     | A     | Halil Dervişoğlu   |
| 22 | Danimarca (bandiera)   | D     | Henrik Dalsgaard   |
| 23 | Guinea (bandiera)      | D     | Julian Jeanvier    |
| 24 | Ghana (bandiera)       | C     | Tariqe Fosu        |
| 25 | Inghilterra (bandiera) | P     | Ellery Balcombe    |
| 26 | Grenada (bandiera)     | C     | Shandon Baptiste   |
| 28 | Inghilterra (bandiera) | P     | Luke Daniels       |
| 31 | Rep. Ceca (bandiera)   | C     | Jan Žambůrek       |
| 32 | Danimarca (bandiera)   | D     | Luka Racic         |
| 33 | Svezia (bandiera)      | C     | Fredrik Hammar     |
| 34 | Finlandia (bandiera)   | C     | Jaakko Oksanen     |
| 35 | Danimarca (bandiera)   | D     | Mads Bech Sørensen |